# Безенгійська стіна

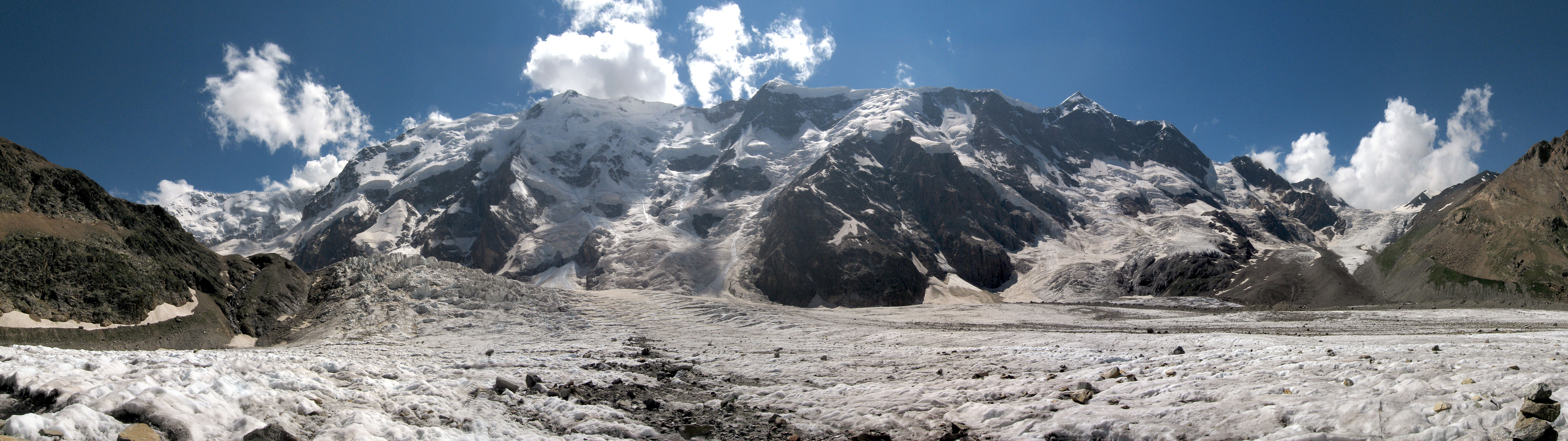
Безенгійська стіна. На передньому плані — Безенгійський льодовик. Панорама.

Безенгійська стіна. Вид з Безенгійського льодовика.

Безенгійська ущелина. Міссес-Кош. Українська альпіністка покладає квіти до підніжжя меморіальної стіни пам'яті загиблих альпіністів.

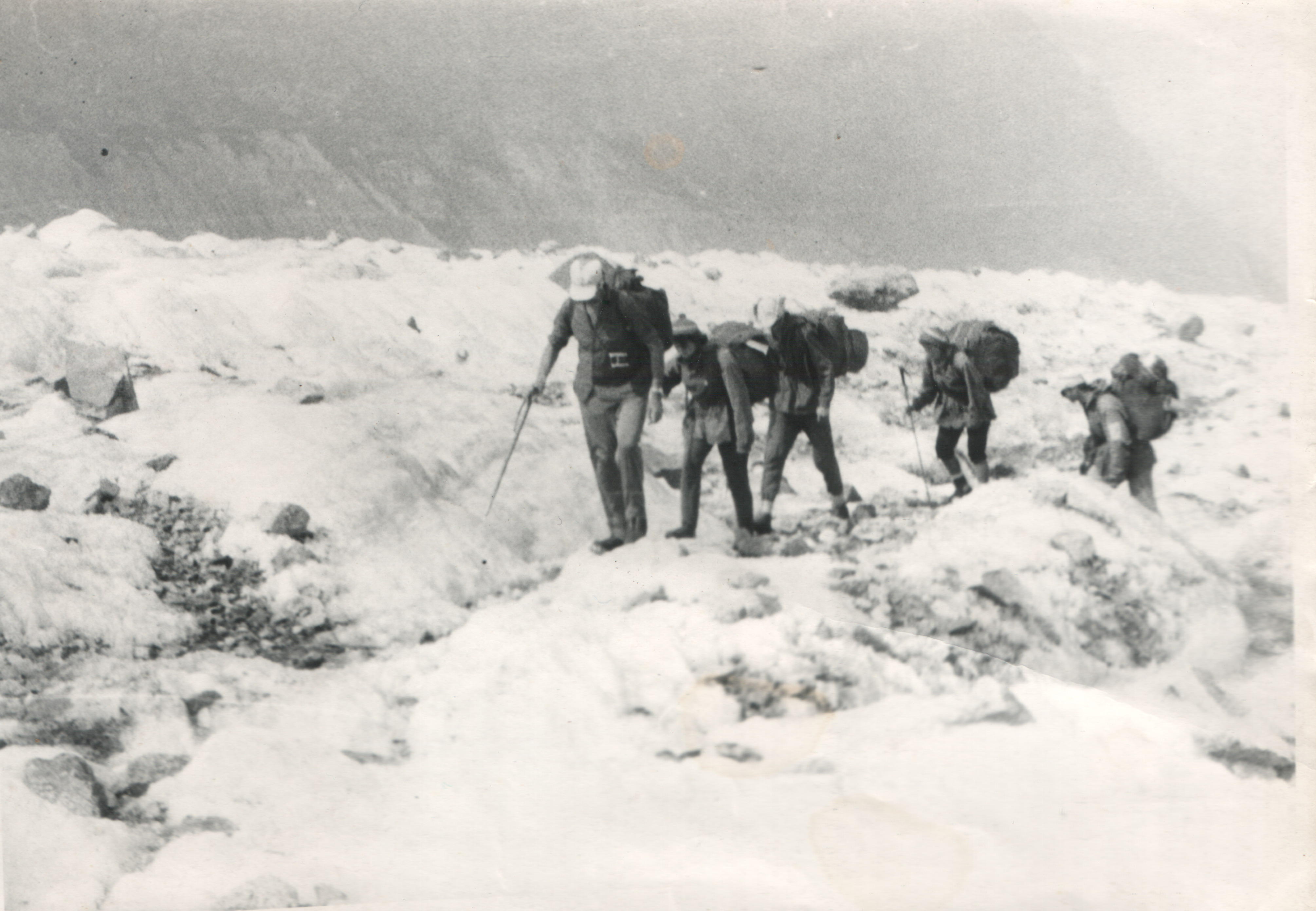
Безенгійський льодовик. З фотоархіву Вільнянського альпклубу Запорізької області.

Безенгійська стіна  (груз. ბეზენგის კედელი) — вервечка гір довжиною 12 кілометрів на Кавказі. Найвища ділянка головного Кавказького хребта.

## Загальний опис
Стіну складають вершини (зліва направо якщо дивитися від Безенгійського льодовика): Шхара Головна (5068 м) — Західна Шхара (5057 м) — пік Шота Руставелі (4860 м) — Джангі-тау Гол. (5085 м) — Катин-тау (4974 м) — Гестола (4860 м) — Ляльвер (4350 м) — пік «4310».
Бічний хребет має п'ятитисячники Дих-тау (5303 м) і Коштан-тау (5151 м). Всі вони є найвищими горами Кавказу.
Стіна має перепад висот майже 2 км. Вся вона вкрита снігом.
На північних схилах Безенгійської стіни бере початок Безенгійський льодовик.
Під Безенгійською стіною неподалік г. Дих-Тау — на галявині Міссес-Кош — меморіальний цвинтар альпіністів, що загинули в цих горах.

## Галерея

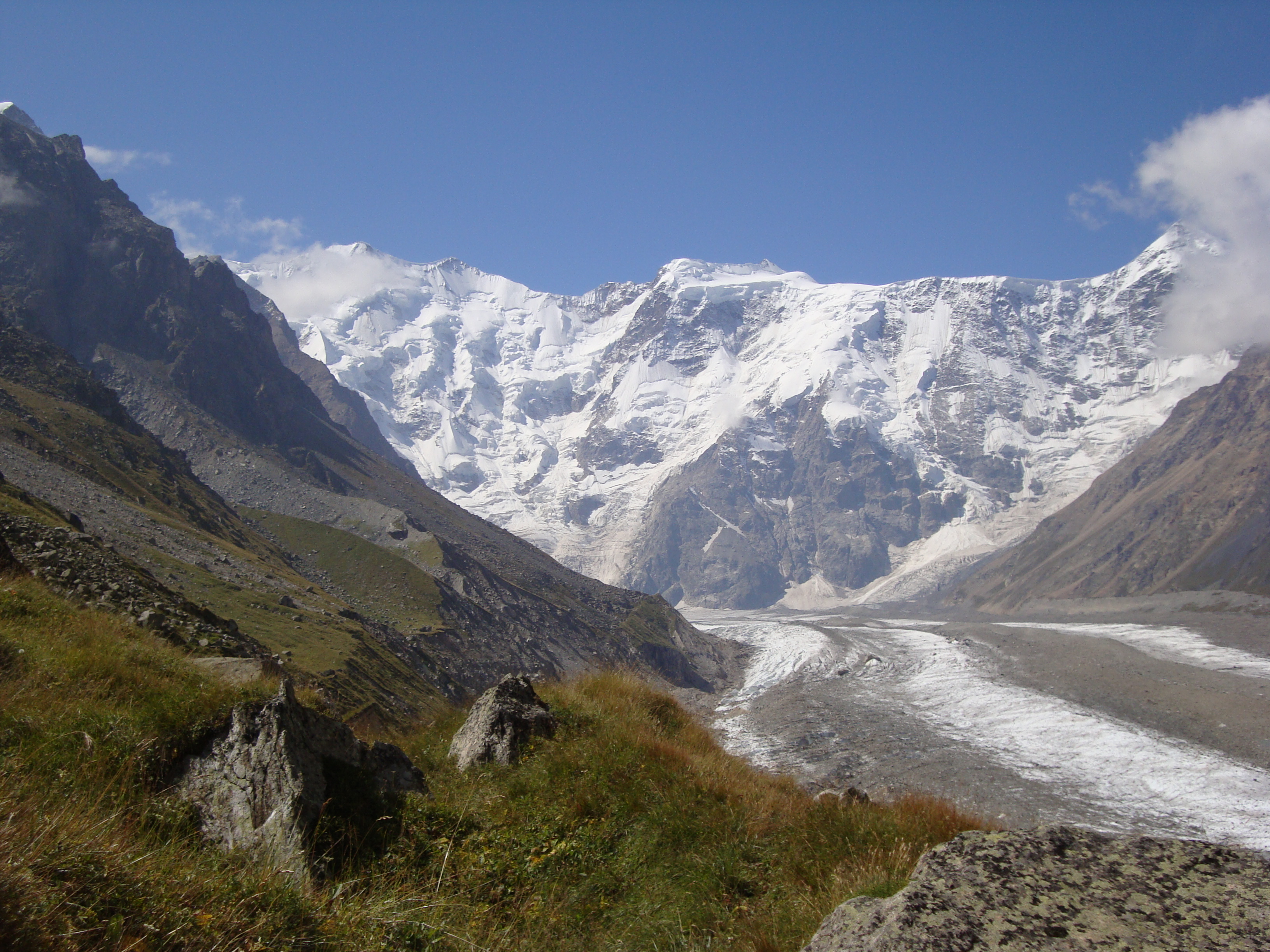
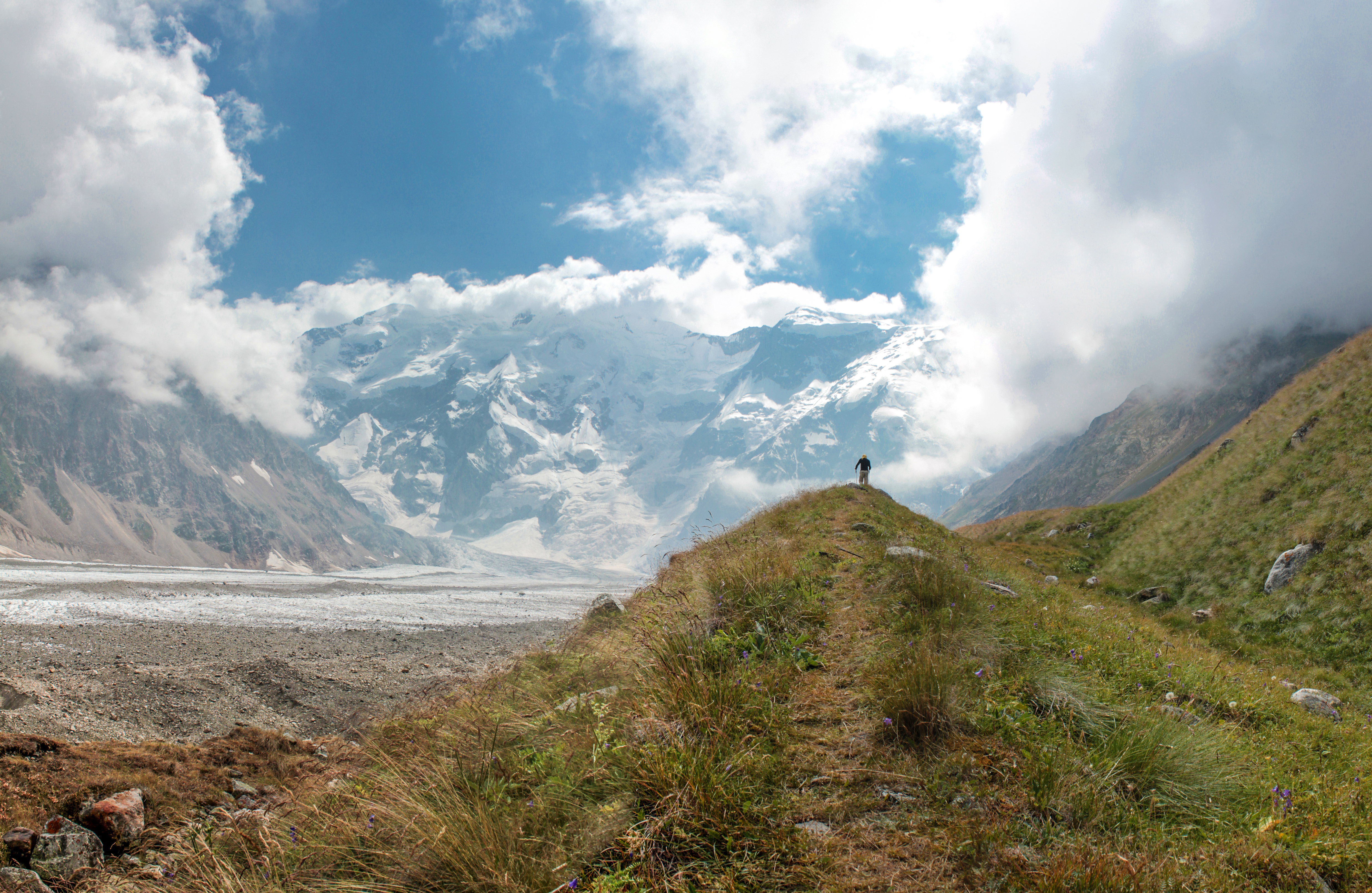
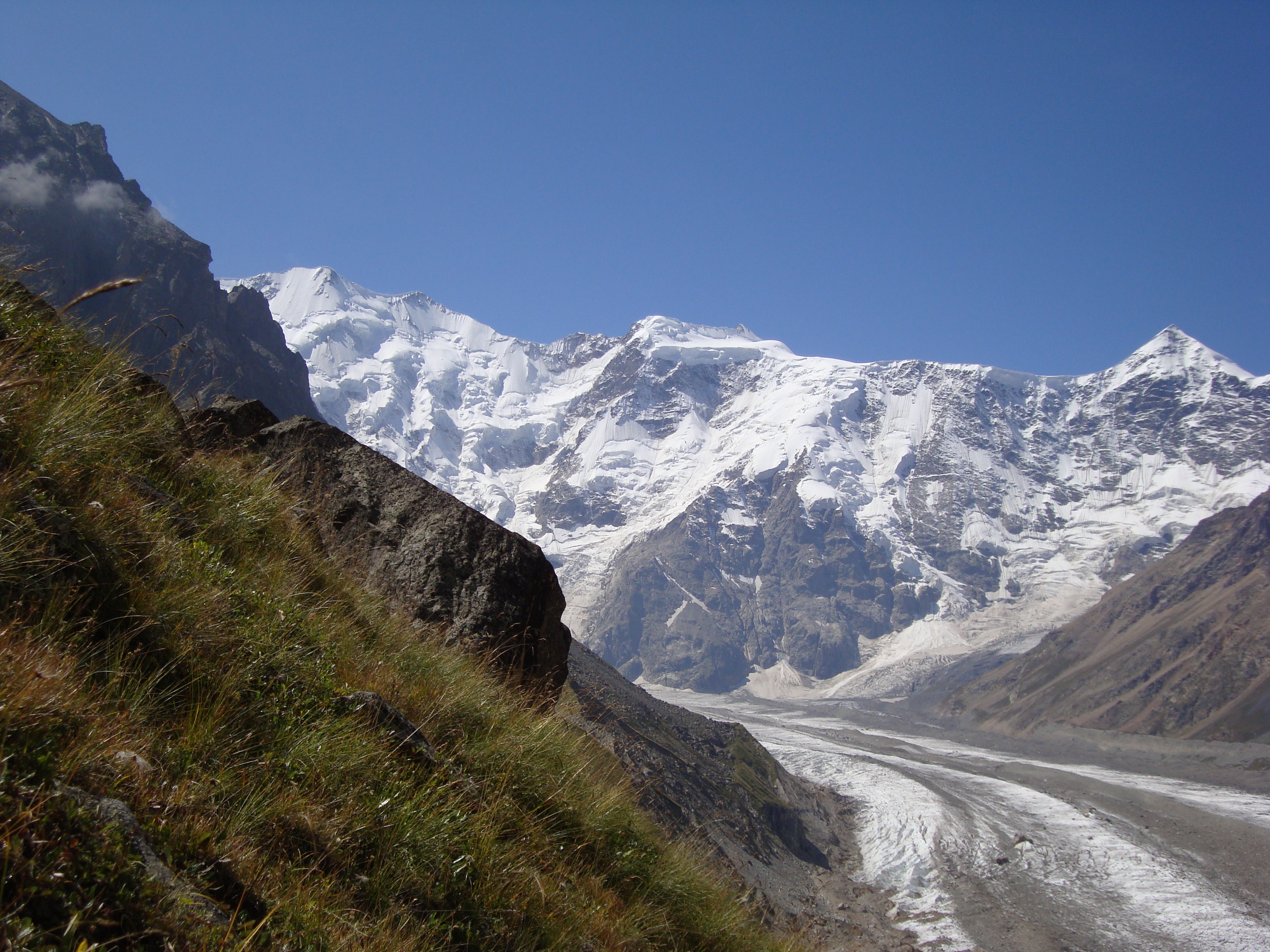

## Інтернет-джерела
- Безенгійська стіна на GoogleMap [Архівовано 6 лютого 2015 у Wayback Machine.]
- Схема вершин і маршрутів [Архівовано 6 лютого 2015 у Wayback Machine.]
- Олег Фомічев. Каталог фотографій траверсу. Шхара Головна — Ляльвер (5Б,5202 max)Технічний опис [Архівовано 15 липня 2013 у Wayback Machine.]
- Траверс Безенгійської стіни [Архівовано 15 липня 2013 у Wayback Machine.]
- Відео-панорама [Архівовано 10 квітня 2015 у Wayback Machine.]